# Hämmern
Hämmern ist ein Ortsteil und Ort von Wipperfürth im Oberbergischen Kreis im südlichen Nordrhein-Westfalen (Deutschland) innerhalb des Regierungsbezirks Köln und liegt zwischen Wipperfürth und Hückeswagen.

## Ortsteil Hämmern

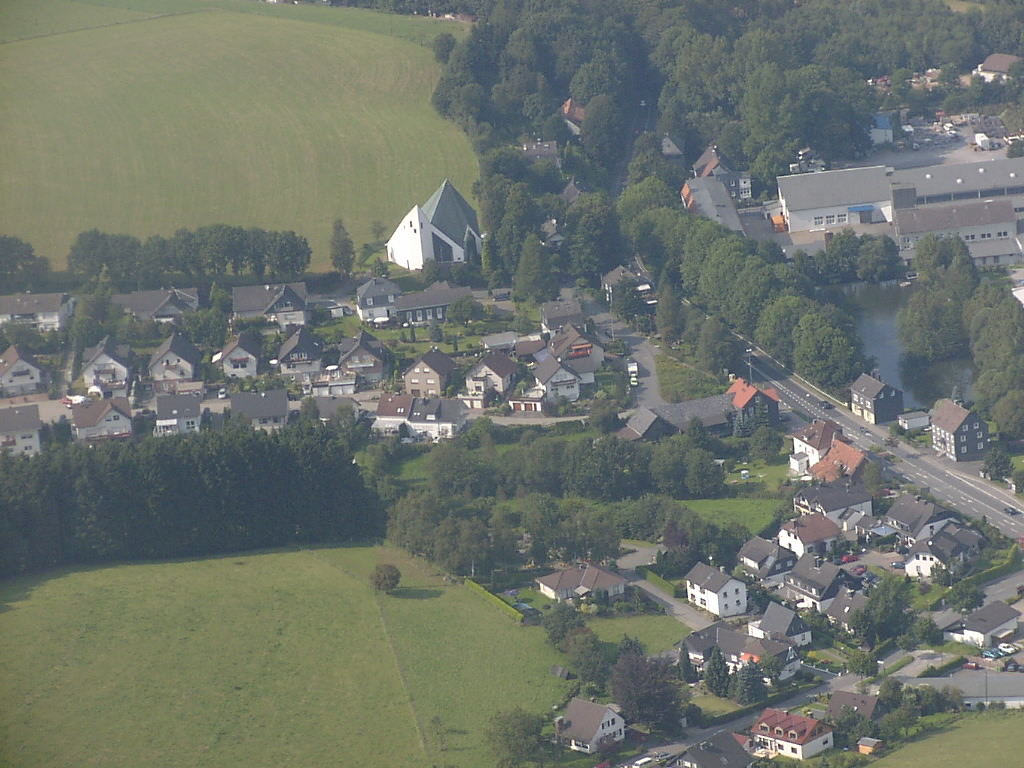
Luftaufnahme von Hämmern

Der Ortsteil Hämmern umfasst folgende Orte:
Arnsberg – Bochen – Elbertzhagen – Finkelnburg – Grünenbaum – Grunewald – Heidtkotten – Hilgersbrücke – Isenburg – Jostberg – Kleppersfeld – Linde – Mosse – Obergraben – Ritzenhaufe – Schmalenfeld – Wüstemünte

## Geschichte
Erstmals wird 1484 „An der Hammerbecke“ ein Eisenhammer erwähnt.

„Bey dem hamer fur wypvorde“

 Der Ortsname entstand, als die Familie Reinshagen 1737 nach Wipperfürth kam und westlich der Ortschaft Hilgersbrücke einen Eisenhammer erbaute. Zuerst wurde die Gegend „Reinshagens-Hämmer“, später Hämmern genannt. Der Eisenhammer in Hilgersbrücke wurde 1926 durch eine Walkmühle ersetzt. Die einbogige Bruchsteinbrücke über den Obergraben an der Alten Papiermühle Hämmern ist ein eingetragenes Baudenkmal aus dem Jahr 1890.

## Kirche St. Anna

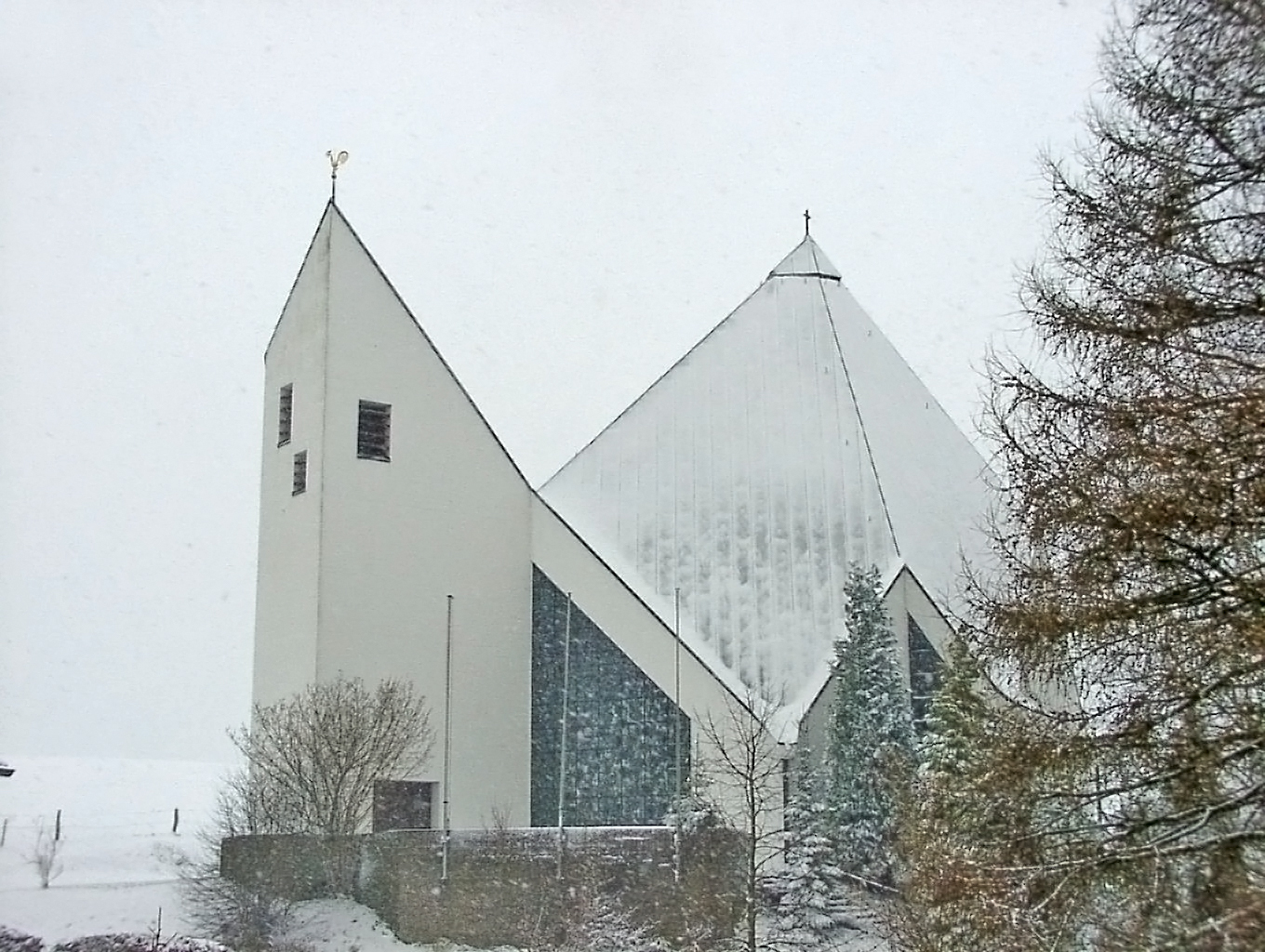
Baudenkmal Kirche St. Anna

Um die Wende zum 18. Jahrhundert wurde bei der westlich von Hämmern gelegenen Hofgruppe Jostberg eine Kapelle erbaut, die 1901 durch eine neue ersetzt wurde.
Von 1963 bis 1965 wurde am Jostberg nach einem Entwurf des Kölner Architekten Gottfried Böhm eine moderne Kirche errichtet, die im August 1966 durch den Dechanten Joseph Mäurer aus Wipperfürth eingeweiht wurde. Die offizielle Kirchweihe fand am 20. April 1969 durch den Bischof Vitus Chang statt. Für die Ausstattung lieferte Böhm zahlreiche Entwürfe. Die älteste der drei Glocken ist aus Bronze gefertigt, stammt aus dem Jahr 1756 und wurde vom Kölner Glockengießer Bartholomäus Grunder gefertigt. Sie und die Kirche St. Anna selbst sind eingetragene Baudenkmäler der Stadt Wipperfürth.

## Wirtschaft und Industrie
In Hämmern gibt es ein Industriegebiet, in dem unter anderem die Oberbergische Verkehrsgesellschaft (OVAG) und die „POLIFILM PROTECTION GmbH“ angesiedelt ist. Das Unternehmen der POLIFILM Gruppe beschäftigt am Standort Hämmern über 170 Mitarbeiter.

## Vereine, Freizeit und Sport
- TSV Hämmern
- Kirchenchor Cäcilia Hämmern
- Männergesangverein 1850 Hämmern
- St. Hubertus Schützenbruderschaft Hämmern 1883 e. V.
- Freiwillige Feuerwehr Hämmern
- Bürgerverein Hämmern 2006 e. V.

## Verkehr

### Zugverkehr
Über die Wippertalbahn fuhren ab dem 22. Dezember 1876 die ersten Güterzüge. Nördlich von Hämmern gab es bis in die 1980er Jahre einen Haltepunkt, von dem nur noch das Bahnwärterhaus erhalten geblieben ist. Die Stilllegung der Trasse erfolgte am 30. Dezember 1995. Die Bahntrasse wurde zu einem Fußgänger- und Radweg umgestaltet.

### Busverbindungen
Hämmern ist durch die Buslinie 336 sowohl nach Wipperfürth, Marienheide und Gummersbach, Hückeswagen und Remscheid-Lennep angebunden.

### Straßen
Die B 237 von Remscheid nach Kierspe verläuft unmittelbar durch den Ort. Seit 2013 ist die Einmündung in das Gewerbegebiet und nach Grünenbaum mit einem Kreisverkehr versehen.